# North American A-27
North American A-27 − amerykański samolot szturmowy, eksportowa wersja rozwojowa maszyny szkolno-treningowej Texan. Dziesięć egzemplarzy przeznaczonych do wysyłki do Tajlandii zostało zarekwirowanych przez United States Army Air Corps, standaryzowanych jako A-27 i przez krótki czas służyło na Filipinach.

## Historia
Powstała w 1934 roku wytwórnia lotnicza North American Aviation (spółka istniał już wcześniej, od 1928 roku, ale nie zajmowała się produkcją lotniczą) rozpoczęła swą współpracę z US Army od konstrukcji samolotu szkolno-treningowego NA-26, przyjętego do uzbrojenia pod oznaczeniem BC-1 i znanego później jako T-6 Texan lub Harvard. Na bazie tego płatowca konstruktorzy wytwórni opracowali plany lekkiego samolotu szturmowego, przeznaczonego na eksport, pod oznaczeniami fabrycznymi NA-44, NA-69 i NA-72.
Dziesięć samolotów NA-69 zostało w 1939 roku zamówionych przez lotnictwo wojskowe Tajlandii. W związku z wrastającym napięciem międzynarodowym na obszarze Azji i Pacyfiku oraz coraz wyraźniejszym zbliżeniem Tajlandii i Japonii zostały one zarekwirowane w 1940 roku przed dostarczeniem kontrahentowi i wcielone do USAAC. Formalnie standaryzowano je jako A-27 i przekazano 17. Dywizjonowi Pościgowemu, stacjonującemu na lotnisku Nichols Field na Filipinach. Zostały one zniszczone w pierwszych miesiącach wojny na Pacyfiku.
W 1940 roku Brazylia zamówiła 30 bardzo zbliżonych maszyn NA-72, które zostały dostarczone jej siłom powietrznym.

## Opis konstrukcji
North American A-27 był dwumiejscowym metalowym wolnonośnym dolnopłatem, napędzanym jednym, 9-cylindrowym silnikiem gwiazdowym Wright R-1820-75 Cyclone o mocy maksymalnej 785 hp, poruszającym trójłopatowe śmigło Hamilton Standard o stałym skoku.
Uzbrojenie stanowiły dwa stałe karabiny maszynowe kal. 7,62 mm, zainstalowane w nosie kadłuba i strzelające przez śmigło, jeden ruchomy karabin maszynowy tego samego kalibru na obrotnicy w kabinie strzelca oraz maksymalnie cztery bomby o masie 100 funtów (45,4 kg) na podwieszeniach podskrzydłowych.